# Попичко Олексій Федорович
Олексій Федорович Попичко (нар. 8 квітня 1942, Іванівка, Одеська область УРСР — пом. 1 червня 2007 Одеса, Україна) — радянський футболіст, виступав на позиції захисника. Майстер спорту СРСР (1961).

## Життєпис
Народився 8 квітня 1942 року в Іванівці. Його сім'я переїхала до Одеси після закінчення Німецько-радянської війни, і вже в місті в 1956 році розпочав займатися футболом у команді заводу імені Ф. Е. Дзержинського під керівництвом екс-наставника «Харчовика» Акіма Феофановича Фоміна.
У 1959 році в складі юнацької збірної УРСР став чемпіоном СРСР у своїй віковій категорії.
Наприкінці 1960 року в числі групи партнерів по заводській команді був запрошений у «Чорноморець» після контрольної гри «моряків» з «Дзержинцем», який сенсаційно обіграв майстрів з рахунком 2:1. У 1961 році дебютував у складі команди, і разом з командою став чемпіоном УРСР.
У 1963 році увійшов до списку найкращих футболістів УРСР під № 3.
У 1964 році разом з командою вийшов до першої групи класу «А».
Після завершення ігрової кар'єри тренував команду Біляївського району в чемпіонаті Одеської області.
У 1970 році закінчив факультет фізичного виховання і спорту Одеського державного педагогічного інституту імені К. Д. Ушинського.
Кандидат педагогічних наук, доцент.
Очолював кафедру фізичного виховання Одеського національного університету імені Мечникова. Під керівництвом Попічко збірна університету ставала чемпіоном СРСР серед студентів.
У 2001 році включений до числа найкращих футболістів Одеси XX століття.
Помер 1 червня 2007 року в Одесі.
З 2010 року в пам'ять про Попичка проводиться турнір, в якому беруть участь команди вищих навчальних закладів.

## Досягнення
- Клас «Б» чемпіонату СРСР
  -  Чемпіон (1): 1961